# Cocina de inducción

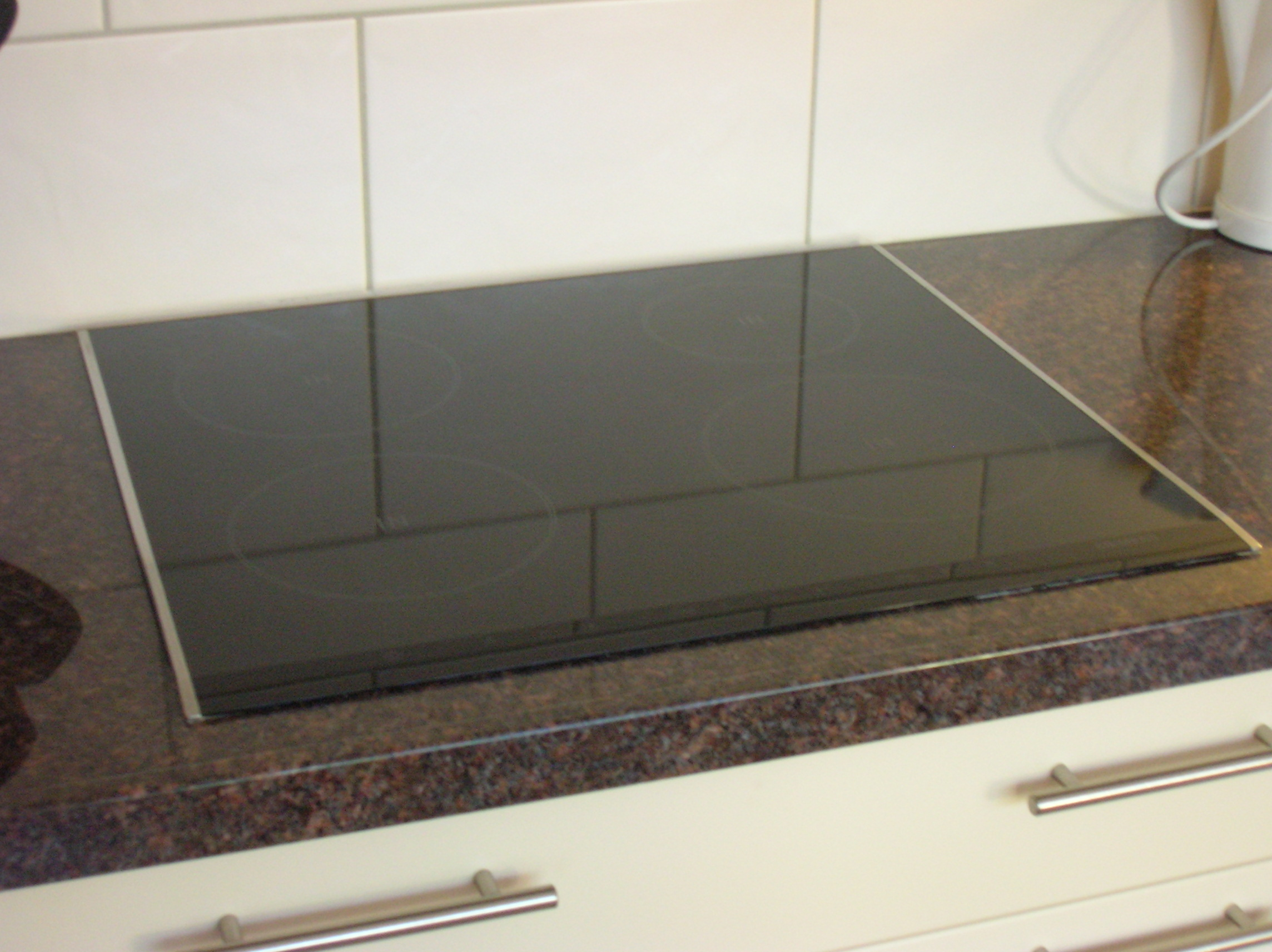
Aspecto exterior de una cocina de inducción, de una sola placa.

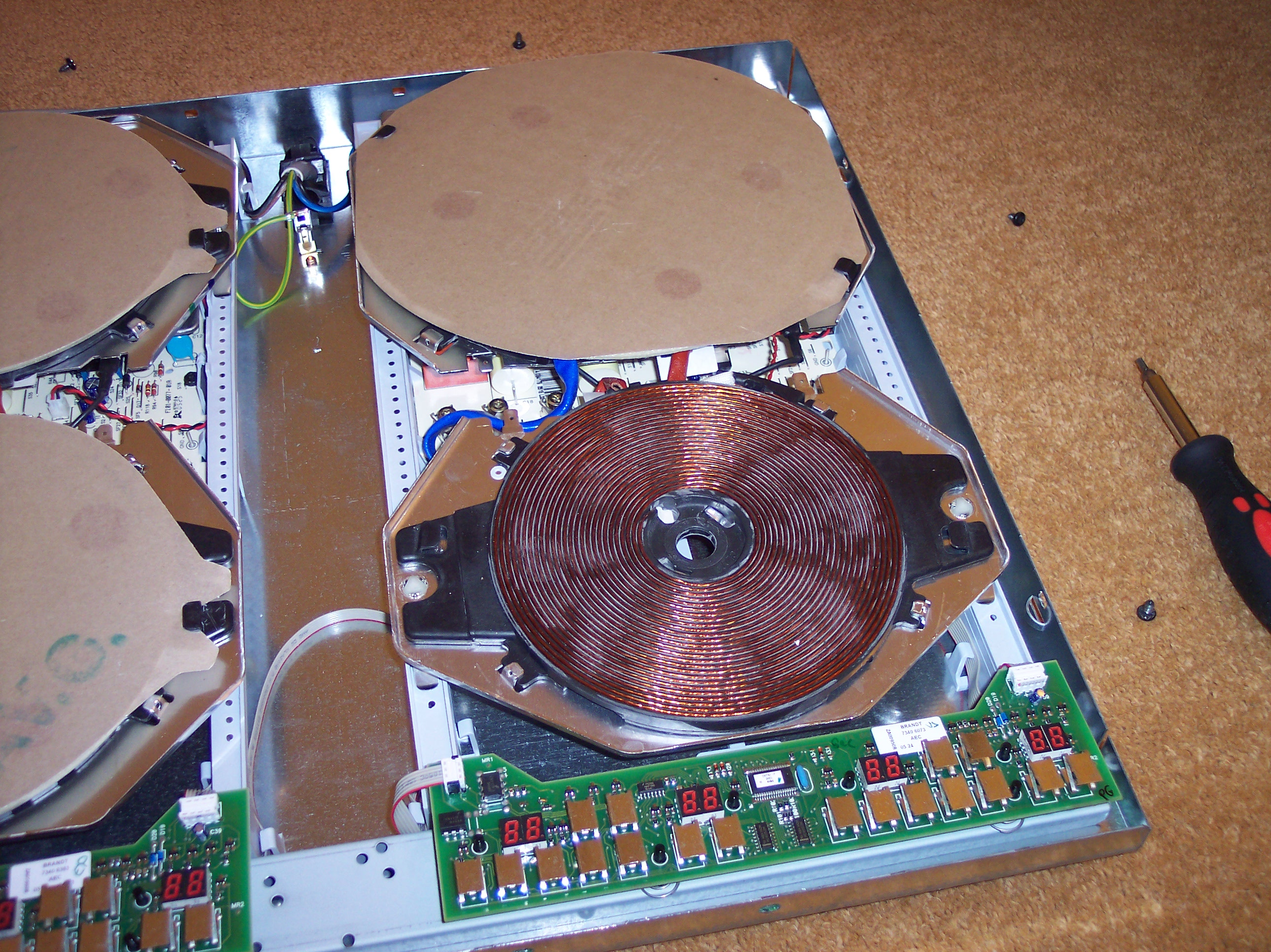
Aspecto interior de una cocina de inducción.

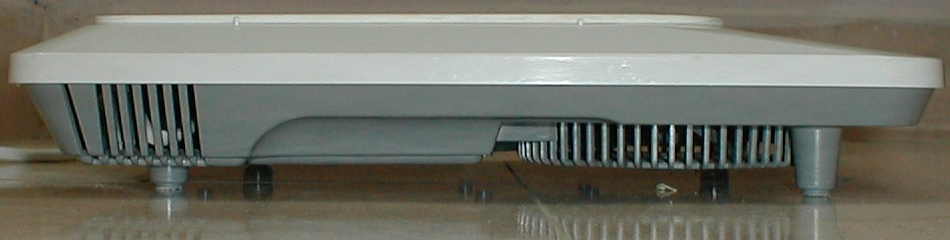
Aspecto lateral de una cocina de inducción.

Una cocina de inducción es un tipo de cocina vitrocerámica que calienta directamente el recipiente mediante un campo electromagnético en vez de calentar mediante calor producido por resistencias. Estas cocinas utilizan un campo magnético alternante que magnetiza el material ferromagnético del recipiente en un sentido y en otro. Este proceso tiene menos pérdidas de energía. El material se agita magnéticamente, la energía absorbida se desprende en forma de calor y calienta el recipiente. Los recipientes deben contener un material ferromagnético al menos en la base, por lo que los de aluminio, terracota, cerámica, vidrio o cobre no pueden utilizarse con este tipo de cocinas.
Actualmente el coste de la tecnología de inducción dobla al de una vitrocerámica tradicional, pero las elevadas prestaciones así como su mayor eficiencia energética la convierten en una inversión atractiva. El coste de la producción de esta tecnología se centra en la electrónica de potencia necesaria para su funcionamiento.

## Antecedentes históricos
La aparición de los  conceptos de la cocina de inducción se remonta a principios del siglo veinte. Alrededor de los años cincuenta la división de frigoríficos de General Motors hizo una demostración con cocinas en una gira por los Estados Unidos. La inducción se mostraba calentando un cazo (o cuenco) y situando al mismo tiempo un trozo de papel de periódico entre la placa de inducción y el cuenco. Este prototipo nunca llegó a la fase de producción.
A principios de los años setenta se realizaron nuevos estudios en los Estados Unidos en colaboración con el Centro de Investigación y desarrollo de Westinghouse Electric Corporation en Churchill Borough, cerca de Pittsburgh. Este estudio se hizo público en 1971 durante la exposición llevada a cabo por la convención de la National Association of Home Builders en Houston, Texas, como parte de la muestra de Productos para el consumidor de la Westinghouse. Se fabricaron cientos de unidades para impulsar la entrada del producto en el mercado a las que se denominaron "Cool Top 2" de inducción. El desarrollo se llevó a cabo en el laboratorio de investigación dirigido por Bill Moreland y Terry Malarkey.
El precio de cada unidad era de unos $ 1500 (USD). La producción se realizó entre 1973 y 1975 acabando con la venta de la División de Productos de Consumo de Westinghouse a la White Consolidated Industries Inc.. El modelo CT2 contaba con cuatro hornillos de 1600 vatios cada uno. La superficie estaba constituida por una capa de priocerámica. Cada módulo se alimentaba a 240V que se trasformaban a 20 - 200V mediante una fuente continua variable con un rectificador controlado por fase. La fuente de alimentación lo convertía en una onda de 27 kHz de una intensidad de 30 A (pico) mediante dos amplificadores en paralelo de seis transistores de potencia (Motorola) en configuración medio-puente formando un Oscilador LC resonante, donde el componente inductor era de hilo de cobre enrollado y la sartén u olla como carga. El diseño fue realizado por Ray Mackenzie, que superó los problemas de sobrecarga que aparecieron anteriormente.
Posteriormente fueron apareciendo otras patentes con mejoras como la reducción de sobrecalentamientos, la detección de sartenes o la radiación de los campos electromagnéticos.
La inducción no llegó a entrar del todo en el mercado estadounidense. Donde finalmente entró fue en Europa gracias a las colaboraciones que se realizaron entre el departamento de I+D+i de la entonces Balay S.A. (ahora BSH) y la Cátedra de Electrónica de la Escuela Técnica Superior de Ingenieros Industriales de Zaragoza con proyectos dirigidos por Mariano Sanz, que iniciaron investigaciones sobre la tecnología innovadora de inducción, dentro del Plan Concertado de Investigación Científica y Técnica (CAICYT). Junto a Mariano Sanz, que figura como investigador principal, participaron Tomás Pollán, Armando Roy, Abelardo Martínez y Santiago Velilla con sus alumnos Luis Fernando Aznar y Germán Díaz con sus proyectos de fin de carrera. Finalmente en 1985 se concedió a Balay la primera patente obtenida, la nº 539790, sobre "Cocina de calentamiento inductivo de superficie fría para uso doméstico".
Finalmente, en 1996 comenzó el proyecto de I+D Inducción III, realizado por BSH en colaboración con la Universidad de Zaragoza, que dio lugar en 1999 al lanzamiento del primer modelo compacto,[cita requerida] en el que la electrónica ya estaba integrada en la zona de cocción.

## Comparación con otras cocinas
La naturaleza de esta forma de calentamiento la hace mucho más eficiente que la tradicional, pues se calienta directamente el recipiente a utilizar, y no indirectamente como se hace con las tradicionales vitrocerámicas basadas en resistencias. Esto contribuye a un ahorro de energía cada vez más apreciado en la sociedad actual. La vitrocerámica de inducción detecta gracias a un sistema de sensores si hay o no recipiente adecuado sobre su superficie. En caso de no haberlo, no funciona. Además utiliza técnicas de procesado de señal para lograr un control eficiente de la potencia.
El modelo de inducción calienta dos veces más rápido que una placa vitrocerámica convencional. Son capaces de detectar la forma y tamaño del recipiente y se puede elegir la temperatura exacta de cocción (termostato). Además, el tiempo de cocción es muy reducido pues tarda muy poco en conseguir la temperatura deseada. Esta vitrocerámica facilita la limpieza por su superficie lisa y porque al permanecer fría los posibles desbordamientos no se requeman o incrustan en el vidrio, pues basta pasar sobre ella un paño húmedo.
La cocina de inducción evita posibles quemaduras, ya que no se calienta la hornilla. La hornilla (placa de inducción) alcanza como temperatura máxima la del calor residual producido por el recipiente. Asimismo, no existe ningún riesgo de explosión fortuita al no utilizar combustibles. Por su seguridad, son las únicas que pueden colocarse con cualquier electrodoméstico debajo: solo es necesario dejar una distancia. Tienen el problema de que solamente pueden utilizarse ciertos materiales para el menaje de cocina y la condición de que en entornos domésticos no puede ser usada a una distancia menor a aproximadamente 60 cm por personas que lleven marcapasos.
Es posible fabricar una cocina de inducción que funcione con cualquier metal conductor; sin embargo, el sistema convencional es más simple y barato. Para calentar metales como el aluminio, se pueden utilizar varias bobinas que se activan cíclicamente, una después de otra, generando un campo magnético móvil como en un motor de corriente alterna. Este mismo efecto se aprovecha para usar el aluminio en velocímetros y motores asíncronos.
Aunque el coste de la cocina de inducción suele rondar el doble del precio de una cocina eléctrica vitrocerámica de resistencia convencional o halógena, el gasto eléctrico del hogar suele ser un 40% menor, sobre todo con usos cortos como freír un filete, donde una cocina vitrocerámica convencional perdería gran parte de la energía usada en el calor residual de la placa de la cocina.
Respecto a una cocina de gas, aprovecha mejor la energía eléctrica (84%) que el gas producido (40%). Sin embargo, en el proceso total que incluye la generación eléctrica en el país, a partir de combustibles fósiles, solo un 30% (o casi un 60% en ciclo combinado) se convierte en electricidad y el resto en calor, que muchas veces no se aprovecha y genera contaminación térmica, salvo que se utilice electricidad renovable. Además, las cocinas de inducción son más seguras frente a explosiones que las de gas.

## Desventajas
Hay que tener en cuenta que estas placas requieren recipientes con fondo ferromagnético, cada vez más habituales, que permitan cerrar el circuito de inducción. En general, se puede decir que cualquier recipiente en cuya base se "pegue" un imán es válida para este tipo de cocinas.
El estudio suizo Exposure of the Human Body to Professional and Domestic Induction Cooktops Compared to the Basic Restrictions publicado en la revista científica Bioelectromagnetics en 2012 concluye lo siguiente:
- Aunque la mayor parte de las cocinas de inducción medidas cumplen con los límites de exposición para el público al campo magnético a la distancia especificada por la Comisión Electrotécnica Internacional (normativa IEC 62233), 30 cm desde el borde de la cocina, la mayoría supera estos límites a distancias menores.
- Para una cocina que cumple la normativa IEC 62233, la densidad de corriente puede exceder las restricciones básicas de la Comisión Internacional de Protección contra la Radiación No Ionizante (ICNIRP) de 1998 por un factor de 16.
- El tejido cerebral de niños pequeños puede estar sobreexpuesto por un factor de dos con respecto a las restricciones básicas para el público general si se acercan a la cocina.
- La exposición del tejido del sistema nervioso central del feto puede superar los límites para el público general si la madre está expuesta a nivel ocupacional.
- La normativa IEC 62233 no protege suficientemente a las personas expuestas según las restricciones básicas definidas por ICNIRP 1998.

Según la Oficina de Salud Pública suiza, no se conoce en la actualidad si los campos magnéticos que se originan en una cocina de inducción representan un riesgo para la salud. Sus posibles efectos se pueden reducir mediante un uso correcto de la cocina de inducción.

## Ventajas
La cocina de inducción tiene numerosas ventajas:
Según el U.S. Department of Energy, la eficiencia de transmisión de energía en la cocina de inducción es del 84% frente al 74% de las cocinas vitrocerámicas convencionales, lo que significa un ahorro de aproximadamente 12% para la misma cantidad de calor generada.
La alta eficiencia en la transferencia de calor de esta nueva tecnología hace que se cocine más rápido que en las cocinas eléctricas convencionales. También supone un ahorro de energía.
Al calentarse la olla directamente, se evita que se queme cualquier cosa que se haya quedado interpuesta entre la cocina y la olla. Esta característica hace que las cocinas de inducción sean más seguras, pues reducen el riesgo de incendio considerablemente y eliminan el de explosión, lo cual es especialmente importante para las personas mayores. Como el calor se genera por una corriente inducida, la unidad detecta si la olla está presente, lo que permite que la cocina se apague automáticamente si detecta que la olla ha sido retirada. Estas cocinas se pueden completar, en un sistema domótico como X10, con un detector de calor, que apague la cocina cuando se advierta que algo se está quemando, mediante el corte de electricidad a la misma.
Además, estas cocinas, al no quemarse la superficie resultan más fáciles de limpiar, porque quedan menos restos adheridos y quemados que en las vitrocerámicas basadas en otros métodos de calentamiento.
Se deterioran poco, por lo que suelen durar más tiempo como nuevas.[cita requerida]

## Sartenes, ollas y otros utensilios

Los utensilios de cocina pueden llevar un símbolo que los identifica como compatibles con una placa de inducción

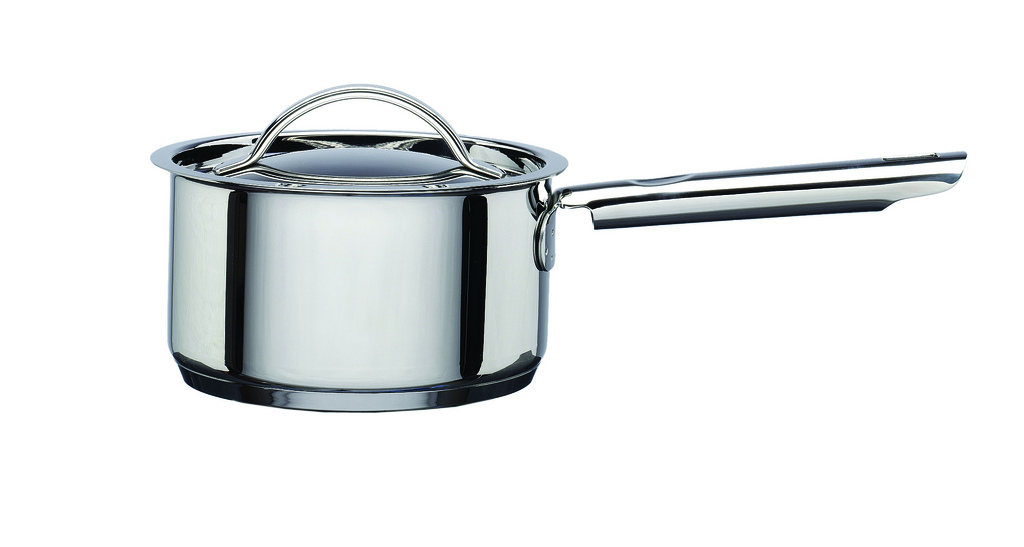
Cacerola de acero inoxidable pulido, compatible con inducción

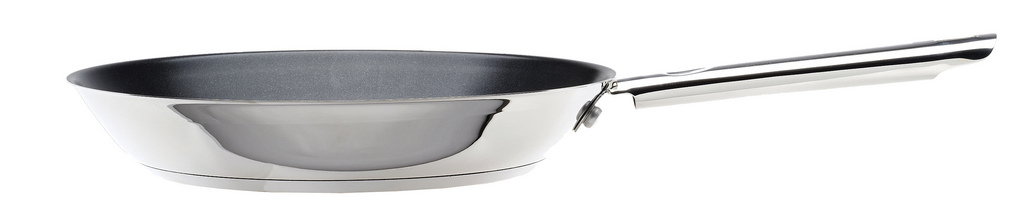
Sartén con exterior de acero inoxidable pulido y con base encapsulada compatible con inducción.

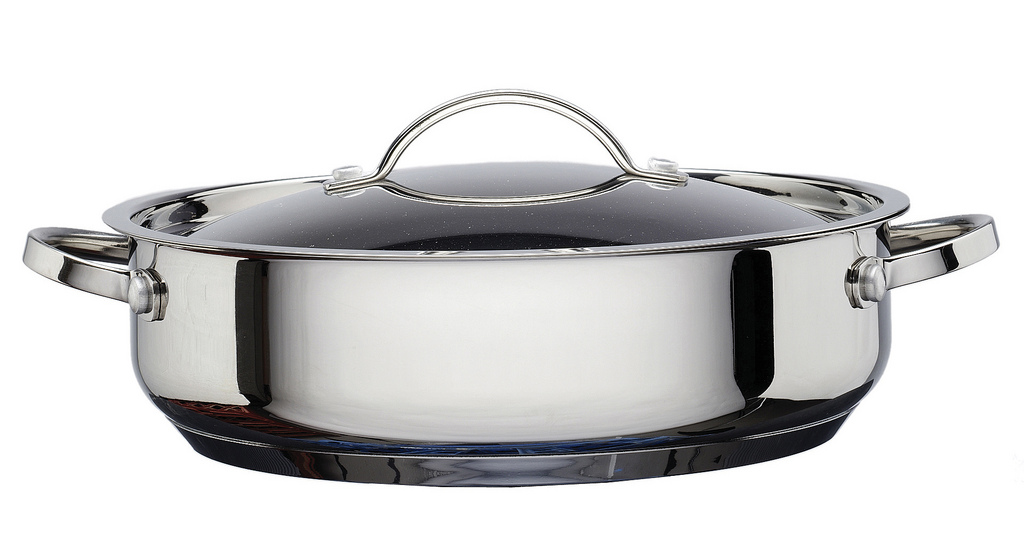
Batería de cocina que hace las veces de cazuela baja, sartén y plato de bufé, todo en uno. Acero inoxidable 18/10 pulido y base encapsulada compatible con inducción.

Los utensilios de cocina deben ser compatibles con el calentamiento por inducción; por lo general, sólo pueden calentarse los metales ferrosos. Los utensilios de cocina deben tener un fondo plano, ya que la intensidad del campo magnético (potencia calorífica) disminuye rápidamente con la distancia a la superficie. (Los discos de inducción son placas metálicas que se calientan por inducción y calientan las ollas no ferrosas por contacto térmico, pero son mucho menos eficientes que los recipientes de cocina ferrosos.
Las baterías de cocina compatibles con la inducción casi siempre pueden utilizarse en otros fogones. Algunos utensilios de cocina o envases están marcados con símbolos que indican su compatibilidad con la inducción, el gas o el calor eléctrico. Las superficies de cocción por inducción funcionan bien con cualquier cacerola que tenga un alto contenido de metal ferroso en la base. Las sartenes de hierro fundido y cualquier sartén de metal negro o hierro son compatibles. Las sartenes de acero inoxidable son compatibles si la base de la sartén es de un grado magnético de acero inoxidable. Si un imán se pega bien al fondo de la sartén, es compatible. Las ollas no ferrosas son compatibles con las ollas «todo metal».

## Fuegos, niveles y  flexinducción
El ancho habitual de una placa de inducción es de 60 cm.
La cantidad de fuegos en un placa de 60 cm es de: 
- 3 fuegos: de 30 cm (2.700 W), 20 cm (1.800 W) y 16 cm (1.200 W), total 5,7 kW
- 4 fuegos: 2 de 20 cm (1.800W X2) y de 17 cm (1.200W X 2), total 6 kW

Los niveles suelen ser 9 en cada fuego (para calentar a menor o mayor potencia en cada fuego).
Por otro lado, se puede usar un placa de 60 cm con otra de 30, para un hueco de encimera de 90 cm. 
La flexinducción, aumenta la flexibilidad a la hora de trabajar en la cocina, al incorporar unos sensores que detectan automáticamente el tamaño y la forma de los recipientes que se colocan sobre ellas.

## Interruptores y enchufes

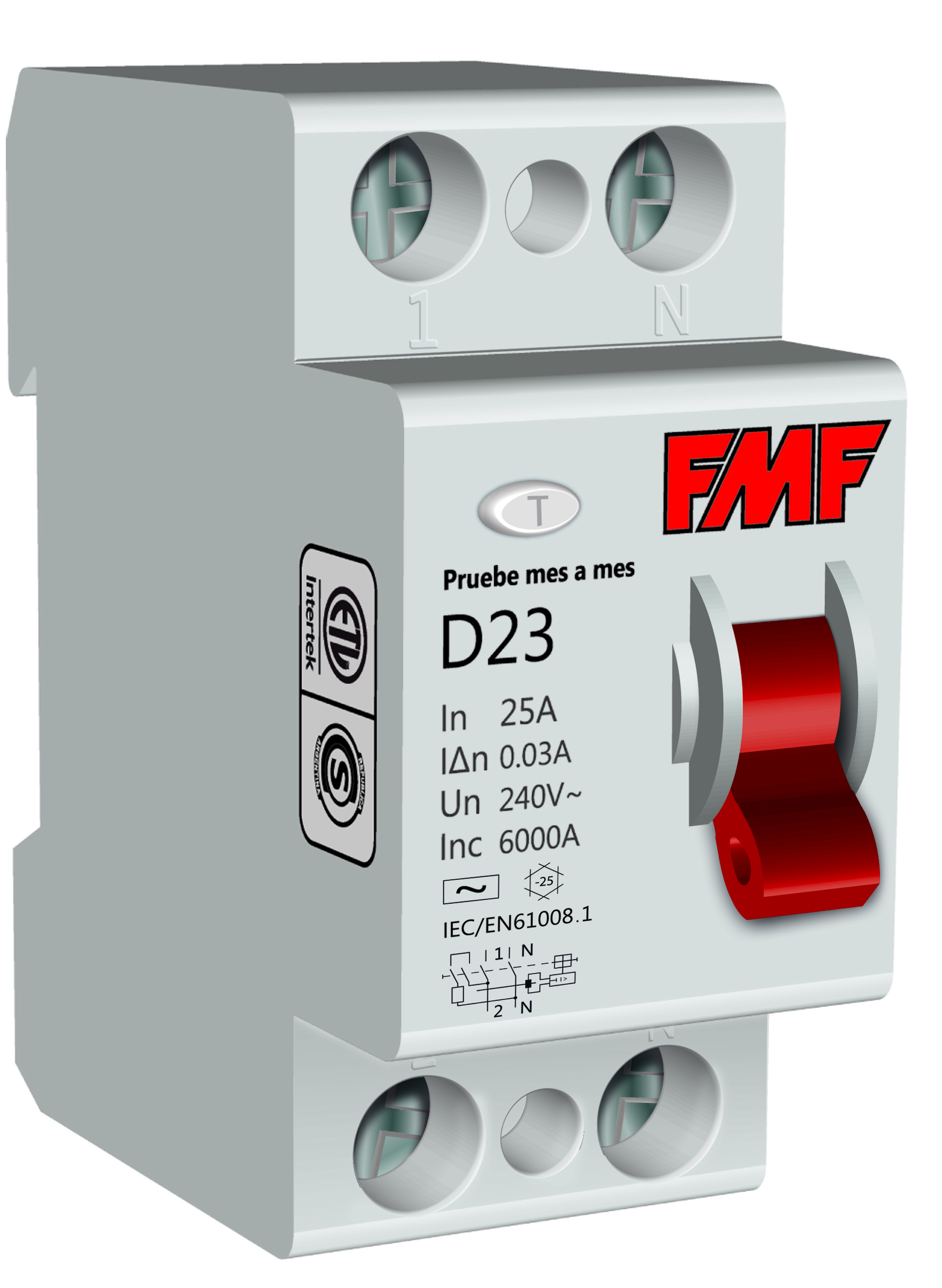
Interruptor diferencial bipolar (2P) de 25A, para instalar conectada a la base del enchufe.

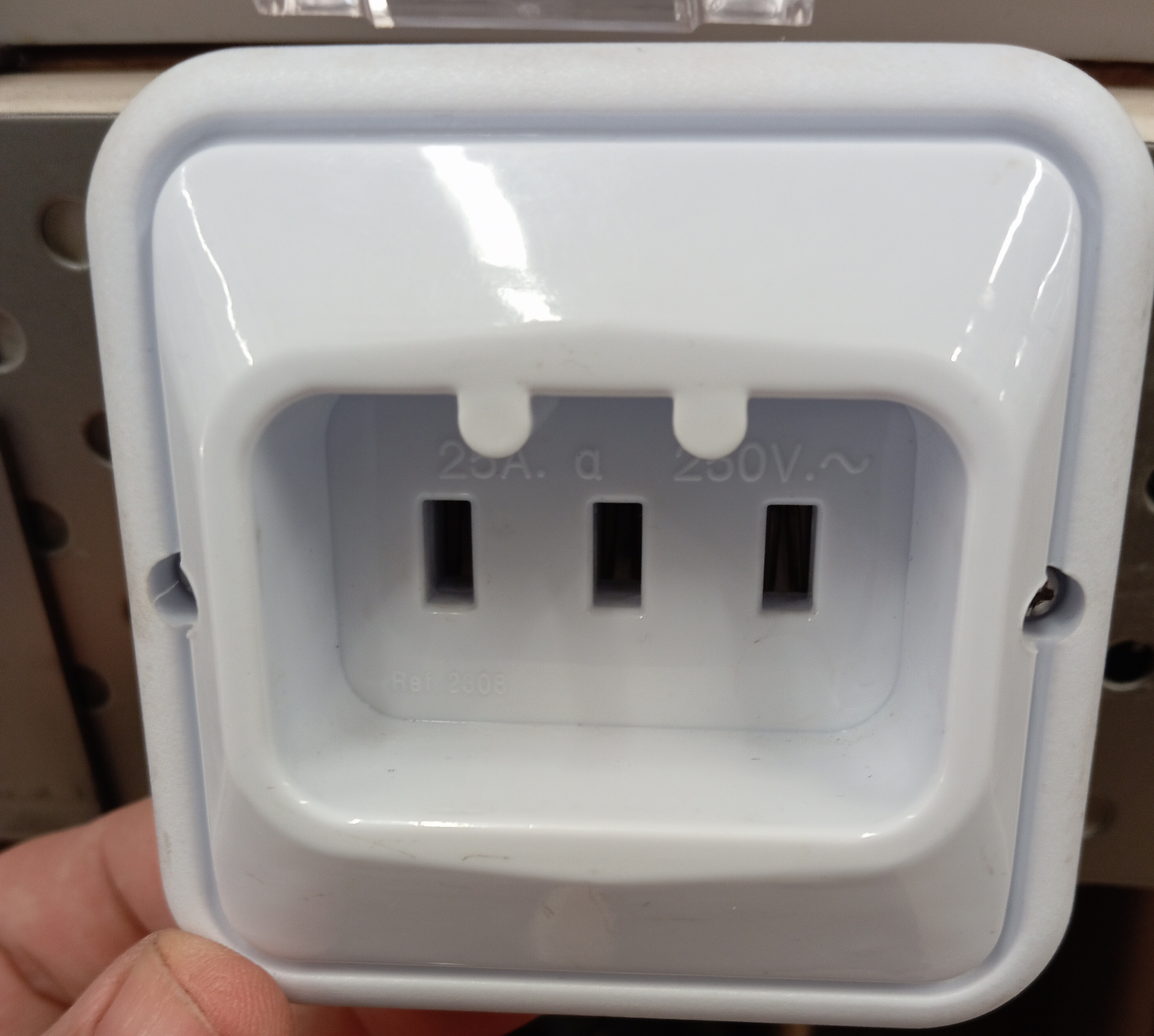
Base de enchufe para cocina de inducción / horno eléctrico. 2P + TT, 25 A.

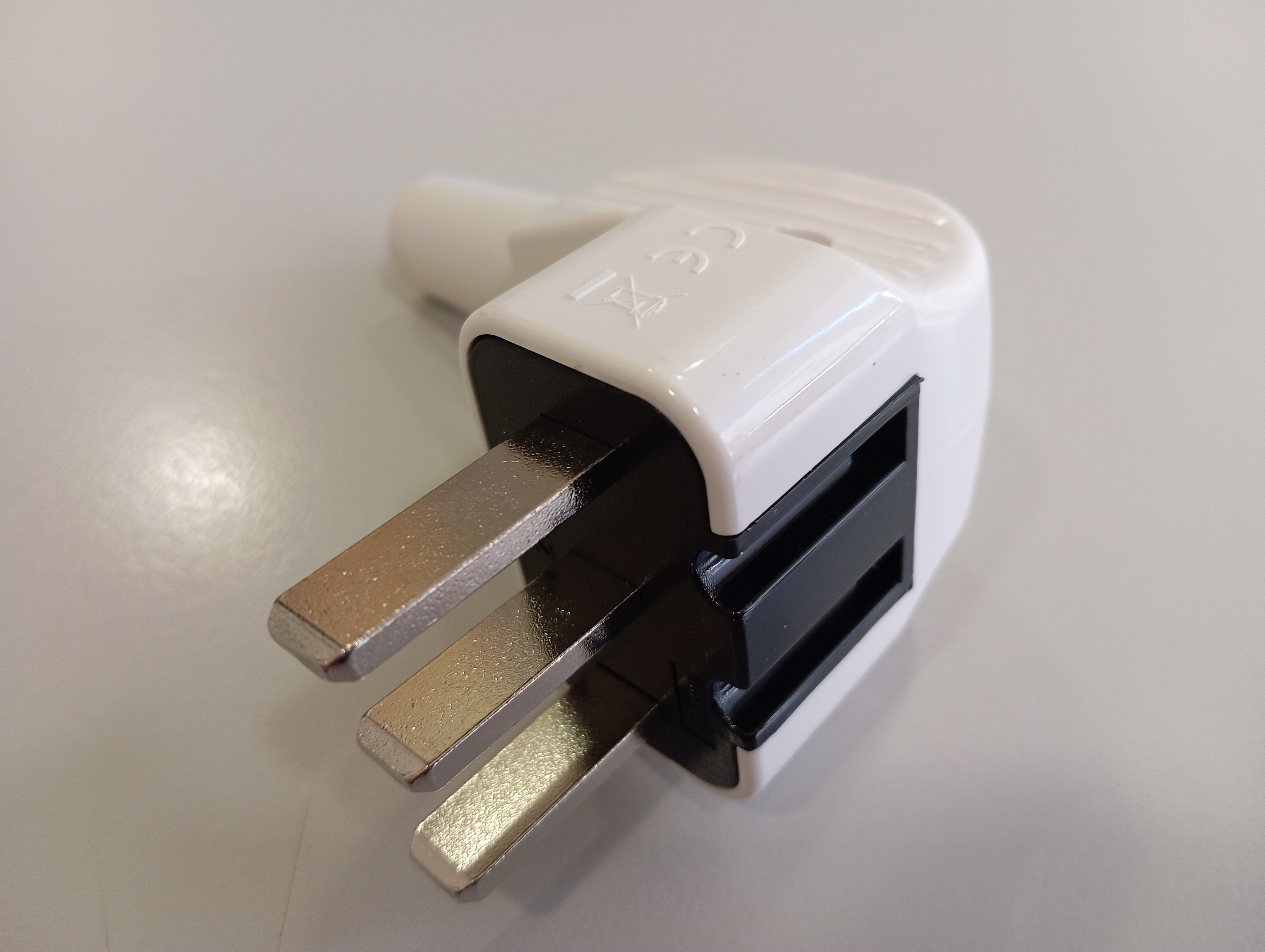
Clavija de cocina de inducción

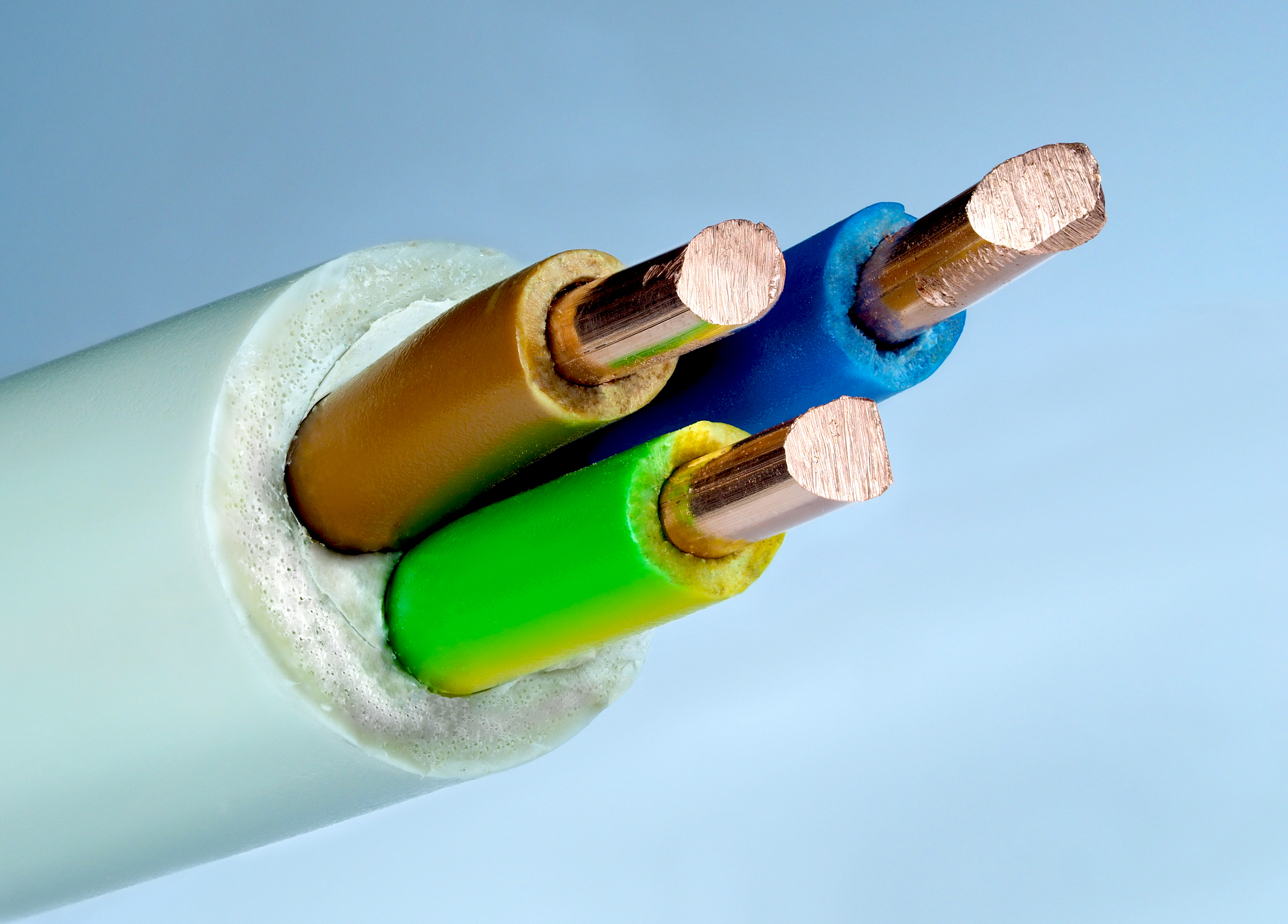
Cables de colores empleados para la placa.

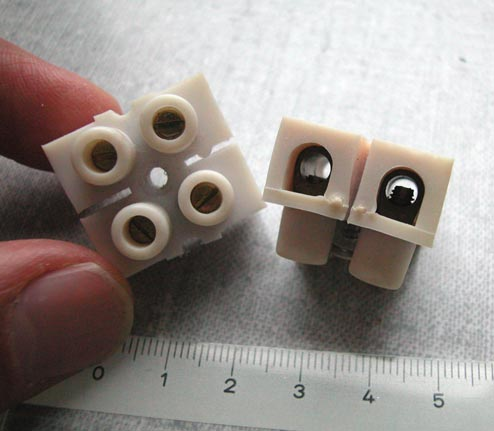
Clemas, para unir los hilos del horno y de la cocina

En España, de acuerdo con el Reglamento electrotécnico para baja tensión (REBT), el circuito C3 (destinado a cocina y horno) ha de disponer de un tipo de toma de 25A de 2P+T y tener una protección magnetotérmica de 25A con una sección del cable de 6 mm y un máximo de puntos de utilización o tomas por circuito de 2, lo que implica que no puedes conectarlo con un adaptador tipo "ladrón" que de hecho no existen.
las placas de inducción se conectan usando un enchufe de 25 A (2P+T) de 250-380V, según norma UNE 201315 - 94, para instalación en caja (también conocida como patresa) de 80 x 80 mm.  Las clavijas suelen tener salida lateral. 
Para los electrodomésticos que consumen más energía, como el horno o la vitrocerámica, es preferible utilizar cables de hasta 5750 W, con un grosor de 6 mm². Para realizar instalaciones de más consumo, se requiere el uso de cables especiales de hasta 7360 W, con un grosor de 10 mm². 
En las instalaciones monofásicas que se emplean en el hogar, los cables que se pueden usar son tripolares (tres conductores): azul (neutro), marrón (una fase) y amarillo-verde (cable de tierra) de 25 A.
Los cables del horno y de la vitrocerámica se suelen conectar usando clemas, con salida hacia la clavija que va a la base del enchufe. Las clemas se eligen en relación con la sección en mm² de cable, habitualmente para 6 mm².
Se suele usar como diferencial uno de 25 A. Si el aparato se conecta directamente a la red eléctrica, debe instalar un interruptor diferencial de un solo polo con una separación mínima de 3 mm entre los contactos. El usuario debe poder acceder al interruptor de aislamiento con facilidad.

## Control táctil
Los controles responden al tacto, por lo que no es necesario aplicar ninguna presión. Una fina película de agua puede dificultar el funcionamiento de los controles.
Las placas disponen de dos opciones de control del tiempo diferentes:
- Minutero: En este caso, la placa le avisará de que la cuenta atrás ha finalizado, pero no se apagará ninguna zona de cocción.
- Temporizador: En esta ocasión, sí se apagará(n) la(s) zona(s) de cocción que haya seleccionado.

## Calor residual
Cuando utilice la placa de cocción durante cierto tiempo, esta conservará calor residual tras su funcionamiento.

## Galería

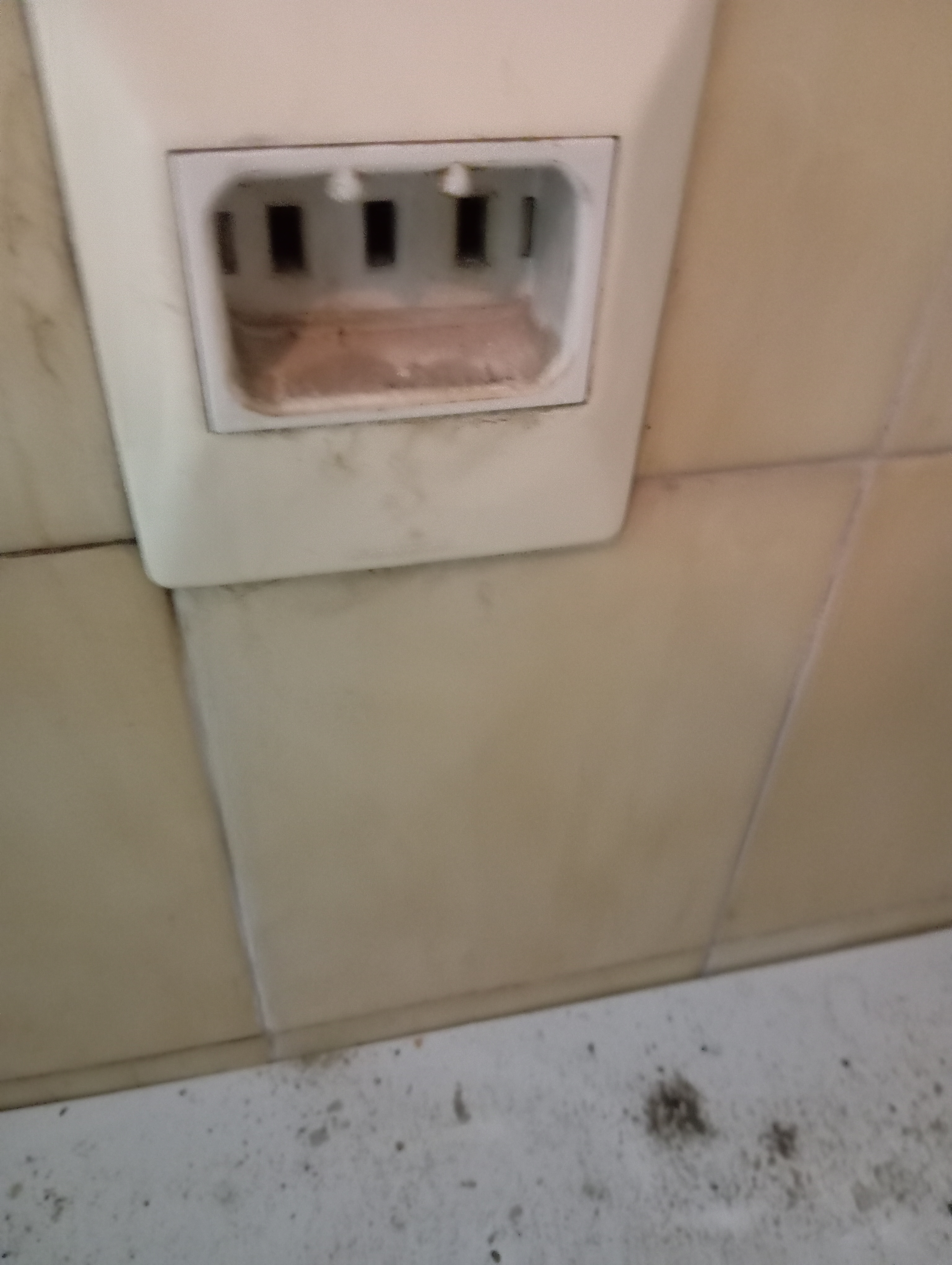
Base para la clavija. Dos fases + Toma de Tierra (2P + TT), 25 A.
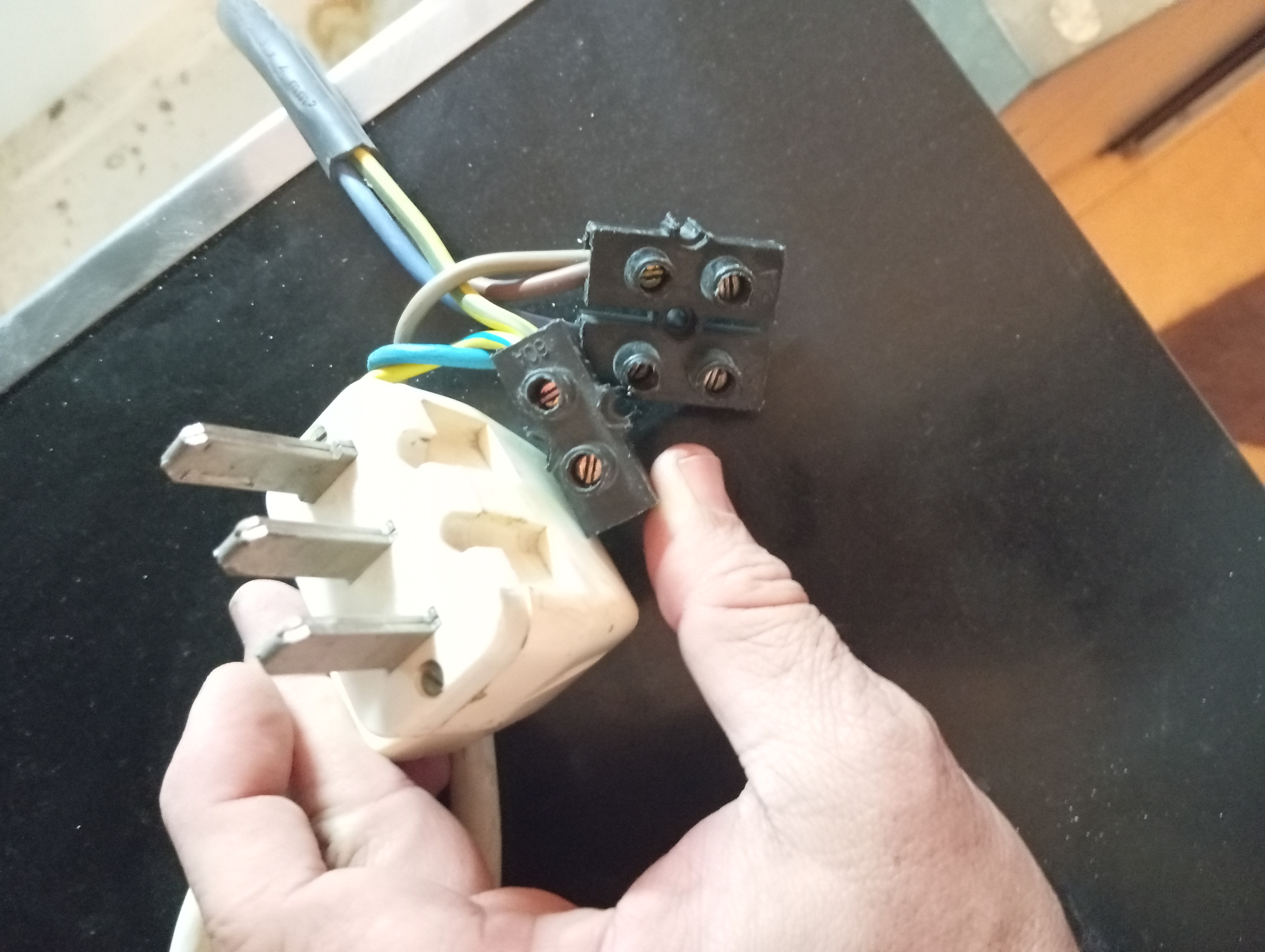
Clavija y clemas.
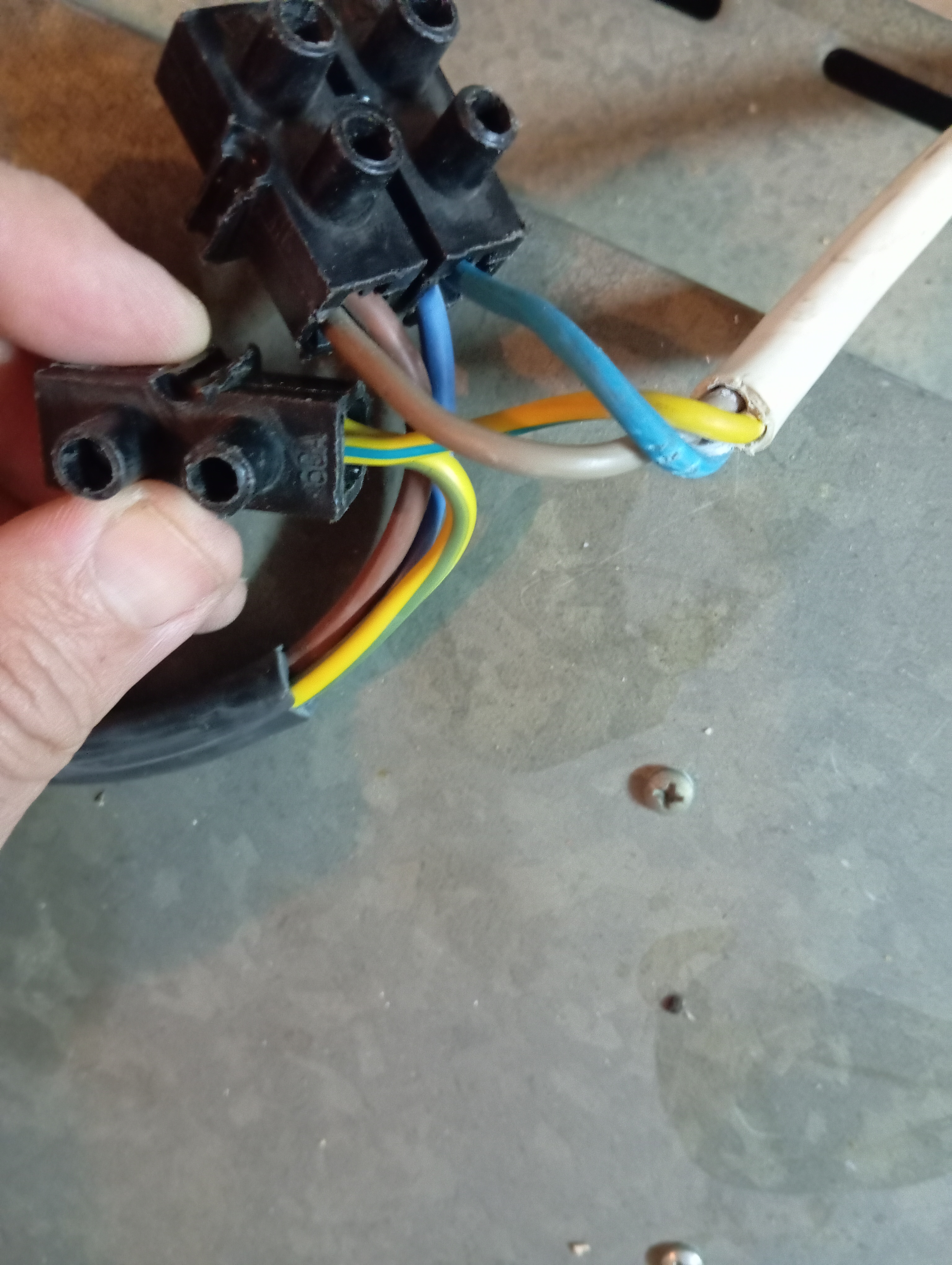
Clemas e hilos del cable de cocina de inducción.
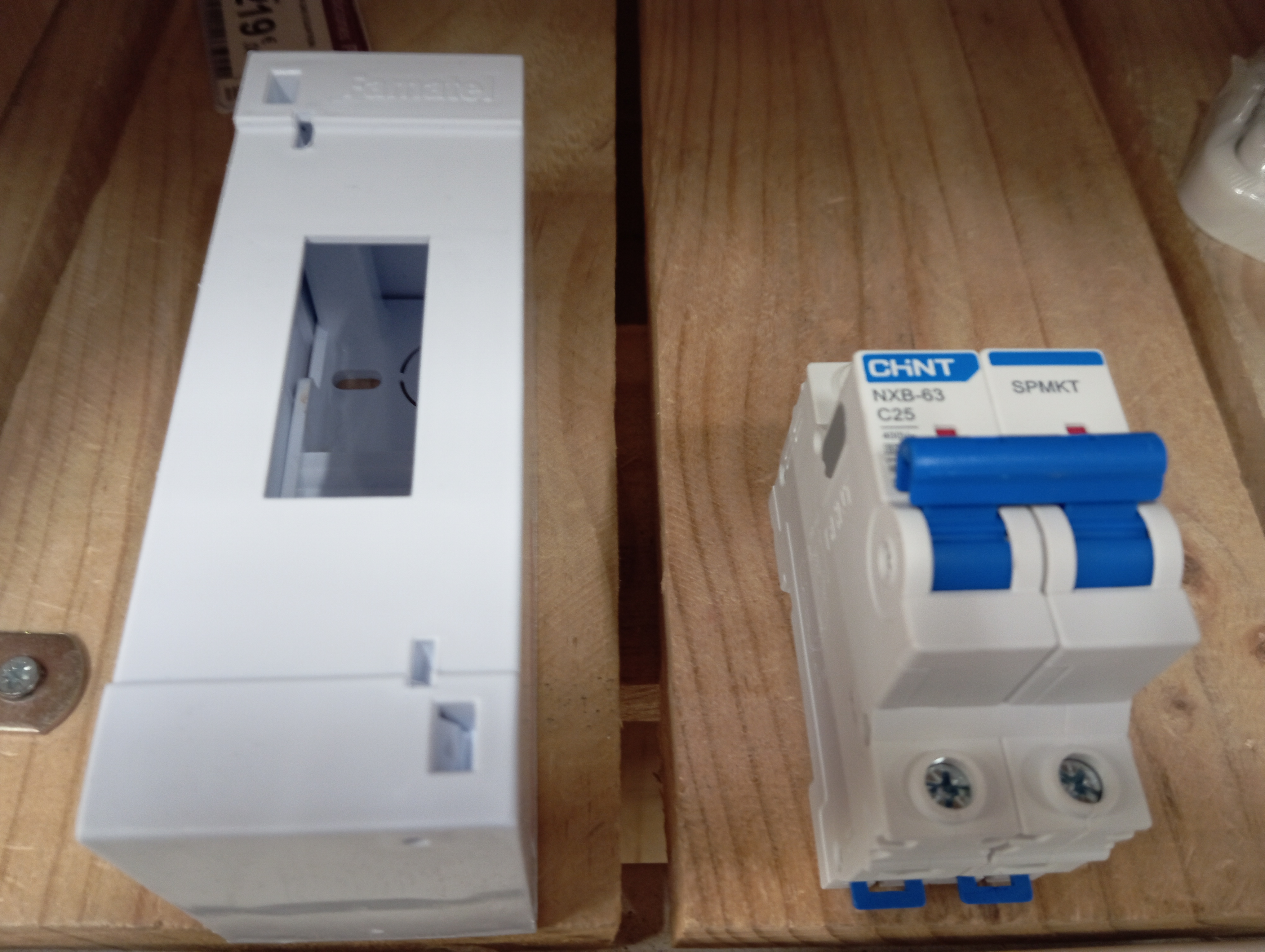
Armario de distribución DIN (izqda.), para fijarlo en la pared y montar dentro el interruptor bipolar (fase y neutro), que está a la drcha. No se usa, ni afecta a la toma de tierra, de la base del enchufe.